# Baucis
Baucis (gr. Baụkis Βαυκίς) – mityczna wieśniaczka frygijska będąca wraz z mężem Filemonem symbolem przykładnej pobożności i dozgonnej miłości małżeńskiej.

## W mitologii
Ona i jej małżonek jako jedyni przyjęli w gościnę Zeusa i Hermesa, gdy ci zeszli z Olimpu na ziemię udając ubogich wędrowców, by przekonać się, czy ludzie zachowali święte prawa wobec innych. Po zachodzie słońca wszędzie jednak zamykano drzwi przed nieznajomymi podróżnymi poszukującymi schronienia i noclegu. Jedynie para ubogich wieśniaków przyjęła ich i ugościła skromnym pożywieniem. Kiedy jednak podczas posiłku oboje spostrzegli, że potraw przybywało zamiast ubywać, poznali, że goszczą bóstwa, a wówczas zamierzali złożyć swą jedyną gęś na ofiarę. Zeus łaskawie ich powstrzymał przed tym, w zamian obdarzając wieloma dobrami jako docenione przez niego wzory ludzkiej pobożności. 
Wkrótce potem bogowie zatopili niegościnny kraj Frygijczyków, a jego mieszkańców zamienili w żaby, oszczędzając jedynie małżonków i ich domostwo. Filemon i Baucis dożyli sędziwego wieku, pełniąc służbę kapłańską w ich chacie zamienionej w świątynię, zaś po śmierci zostali na własną prośbę przemienieni w dwa złączone pniami (lub konarami) drzewa – aby jedno nie oglądało śmierci drugiego. Mieszkańcy Frygii oddawali potem cześć tym drzewom, obwieszając je rytualnie wieńcami.

## Kulturowy archetyp
W postaci tzw. teoksenii (θεοξένια) motyw wcześnie występujący w obyczajowości i literaturze starogreckiej – np. u Homera (Iliada I, 425), Eurypidesa, Atenajosa. Jako archetyp zjawiska przyjmowania bogów (lub ich wysłanników) przez ludzi śmiertelnych znany już z przekazu w biblijnej Księdze Rodzaju, gdzie zawarto go w opisie spotkania Lota i jego bliskich z aniołami (Rdz 19,1-2). Później uwidoczniony w Nowym Testamencie w relacji z przyjęcia w Listrze świętego Pawła i Barnaby (Dz 14,11-12), uznanych spontanicznie za Zeusa i Hermesa, i będącego oczywistą reperkusją starogreckiego mitu.   

## W recepcji późniejszej
W europejskiej kulturze upowszechnił tę opowieść Owidiusz, przekazując ją w wersji zlatynizowanej w swych Przemianach (VIII, 616-715). W literaturze nowożytnej mit ten znalazł odbicie w utworach Jeana de La Fontaine'a, Jonathana Swifta, Nathaniela Hawthorne'a, także w dramacie Goethego i w satyrycznym opowiadaniu Gogola. Temat goszczenia bogów w chacie staruszków wielokrotnie podejmowany był przez różnych twórców (m.in. Rubensa, Rembrandta) w malarstwie europejskim. Twórcami osnutych na tym temacie oper byli Joseph Haydn (1773) i Charles Gounod (1860). 